# Into the Legend
Into the Legend je jedenácté studiové album italské powermetalové hudební skupiny Rhapsody of Fire. Vydáno bylo 15. ledna 2016 společností AFM Records a jedná o poslední album skupiny, na kterém se podíleli dlouholetí členové Fabio Lione (zpěv) a Alex Holzwarth (bicí); oba dva kapelu opustili na podzim roku 2016.

## Seznam skladeb
Hudbu složil(i) Alex Staropoli a Manuel Staropoli, texty napsal(i) Fabio Lione.
| Pořadí         | Název                    | Délka |
| -------------- | ------------------------ | ----- |
| 1.             | In Principio             | 2:45  |
| 2.             | Distant Sky              | 4:32  |
| 3.             | Into the Legend          | 5:01  |
| 4.             | Winter's Rain            | 7:44  |
| 5.             | A Voice in the Cold Wind | 6:18  |
| 6.             | Valley of Shadows        | 6:55  |
| 7.             | Shining Star             | 4:39  |
| 8.             | Realms of Light          | 6:01  |
| 9.             | Rage of Darkness         | 6:02  |
| 10.            | The Kiss of Life         | 16:45 |
| Celková délka: | Celková délka:           | 66:42 |

## Obsazení
- Fabio Lione – zpěv
- Roberto De Micheli – kytara
- Alessandro Sala – basová kytara
- Alex Staropoli – klávesy
- Alex Holzwarth – bicí